# Caecidotea sequoiae
Caecidotea sequoiae är en kräftdjursart som beskrevs av Bowman 1975. Caecidotea sequoiae ingår i släktet Caecidotea och familjen sötvattensgråsuggor. Inga underarter finns listade i Catalogue of Life.